# Velutininae
Velutininae is een onderfamilie van weekdieren uit de klasse van de Gastropoda (slakken).

## Geslachten
- Cartilagovelutina Golikov & Gulbin, 1990
- Ciliatovelutina Golikov & Gulbin, 1990
- Cilifera Golikov & Gulbin, 1990
- Limneria H. Adams & A. Adams, 1851
- Marsenina Gray, 1850
- Marseniopsis Bergh, 1886
- Onchidiopsis Bergh, 1853
- Piliscus Lovén, 1859
- Pseudotorellia Warén, 1989
- Velutella Gray, 1847
- Velutina Fleming, 1820